# Museu Aristides Carlos Rodrigues
O Museu Municipal Aristides Carlos Rodrigues esta localizado na Rua Botucarai, 630 na cidade de Candelária, no estado brasileiro do Rio Grande do Sul. Foi inaugurado em julho de 2001.

## Acervo

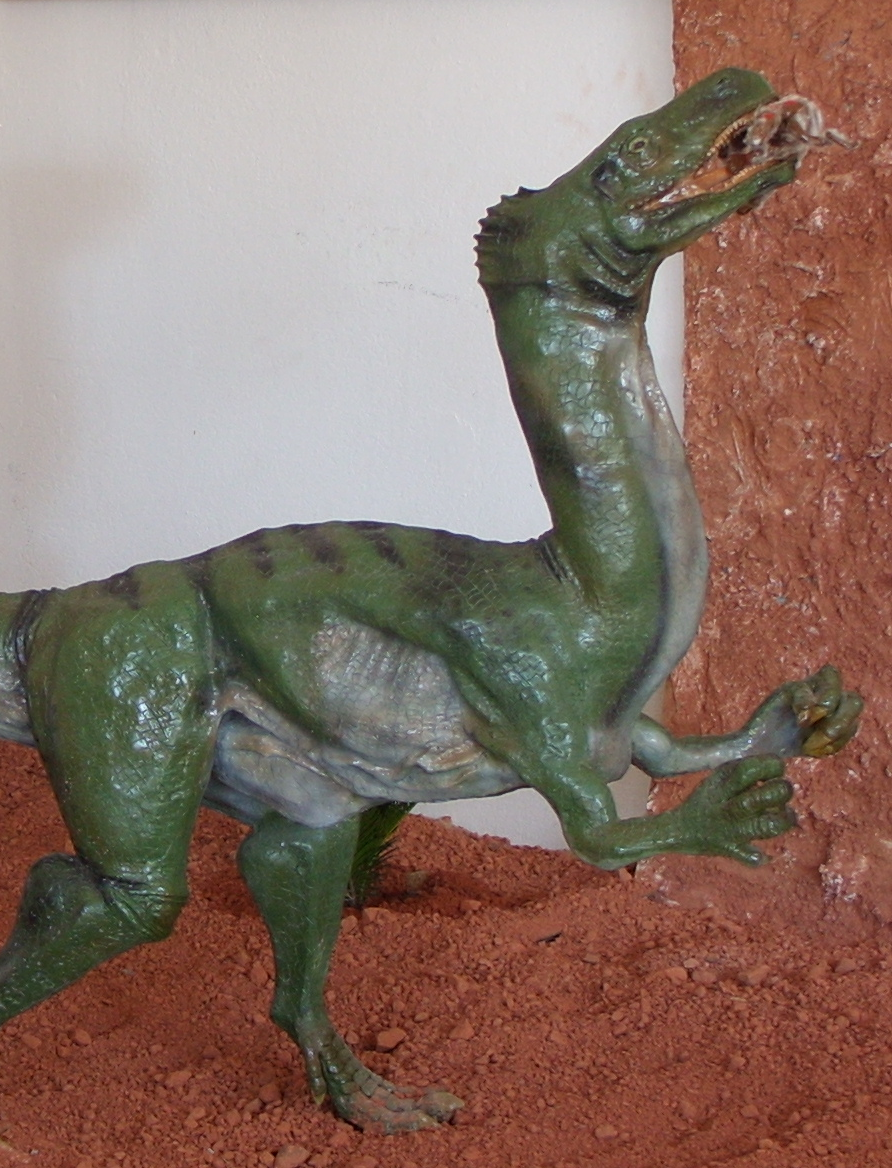
Réplica do guaibassauro no Museu.

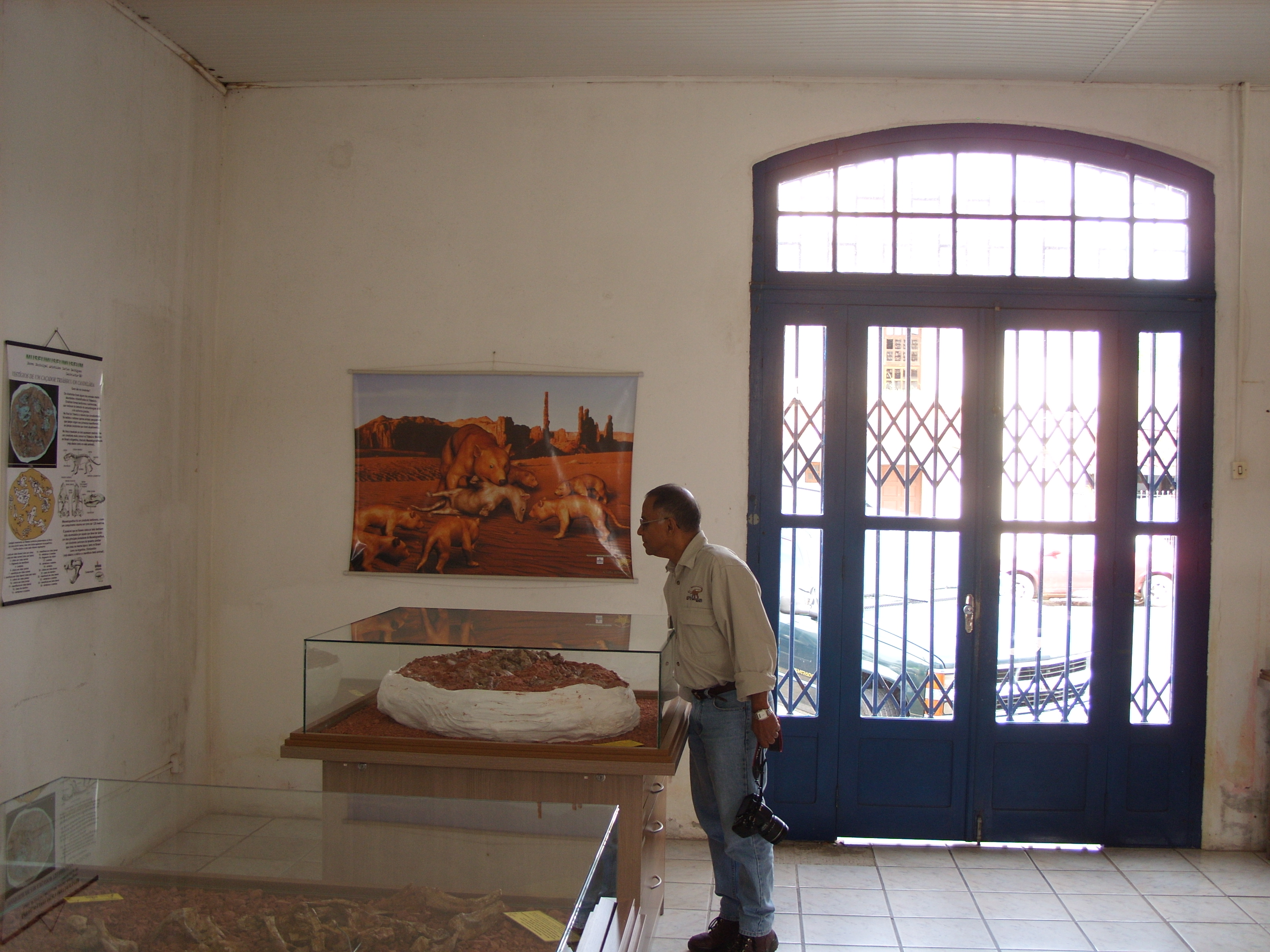
Visita ao Museu (Cinodontes).

Acervo de objetos de uso pessoal, maquinaria, utensílios domésticos e de trabalho dos colonizadores alemães, paleontologia, arqueologia.
Expõe diversas espécies de fósseis do Período Triássico, tais como Dicinodonte, Cinodontes, Tecodonte e Rincossauro. O acervo inclui ainda réplicas do Guaibassaurus Candelarienses, Prestosuchus chiniquensis, rincossauro, fitossauro, Dinodontossaur turpior, Candelariodon barberenai, Botucaraitherium belarminoi, Brasilitherium e Chiniquodum
Muitos fósseis coletados na cidade, foram destinados a este Museu. A UFRGS tem efetuado muitas coletas de fósseis nesta cidade e tem ajudado este Museu a crescer. Detém parceria com várias universidades brasileiras e estrangeiras.